# Słowo Polskie (miesięcznik)
Słowo Polskie – polonijny miesięcznik ukazujący się w obwodach winnickim, chmielnickim oraz żytomierskim na Ukrainie. Siedzibą redakcji jest miasto Winnica. Gazeta ukazuje się od sierpnia 2012 roku.
Czasopismo poświęcone jest problematyce społecznej, politycznej, kulturalnej i religijnej ze szczególnym uwzględnieniem problemów Polaków na Ukrainie.
Projekt współfinansowany w ramach sprawowania opieki Senatu Rzeczypospolitej Polskiej nad Polonią i Polakami za granicą. Wydawcą pisma jest Fundacja Wolność i Demokracja.
Portal internetowy Słowa Polskiego to jeden z najlepszych portali zajmujących się życiem Polaków na Ukrainie.